# ناحیه بالدوین، شهرستان دلتا، میشیگان
ناحیه بالدوین (به انگلیسی: Baldwin Township) یک منطقهٔ مسکونی در ایالات متحده آمریکا است که در شهرستان دلتا، میشیگان واقع شده‌است.
 ناحیه بالدوین ۲۱۸٫۱ کیلومتر مربع مساحت و ۷۵۹ نفر جمعیت دارد و ۲۴۵ متر بالاتر از سطح دریا واقع شده‌است.